# Milton (Delaware)
Milton – miasto w Stanach Zjednoczonych, w stanie Delaware, w hrabstwie Sussex.

## Demografia
W roku 2010 miasto zamieszkiwało 1576 osób, a gęstość zaludnienia wynosiła 525,3 osoby/km². W roku 2023 liczba mieszkańców wzrosła do 3675 osób, a gęstość zaludnienia osiągnęła 1225 osób/km². Na przestrzeni 13 lat zaludnienie Milton zwiększyło się ponad 2,3-krotnie.